# Gemeentelijke herindeling
Een gemeentelijke herindeling is een wijziging van de grenzen van gemeenten, waarbij grondgebied van de ene gemeente naar de andere gaat, of nieuwe gemeentes (fusiegemeentes) worden gevormd uit oude. 
In de twintigste eeuw zijn er in België en Nederland grote gemeentelijke herindelingen geweest, waarbij vele gemeenten zijn samengevoegd tot grotere gemeenten. Het totale aantal gemeenten is daarbij sterk teruggebracht. 
| Land                                                   | Aantal gemeenten in 1950 | Aantal gemeenten in 2007 | Verandering 1950 ⇒ 2007 | Aantal gemeenten in 2015 | Verandering 2007 ⇒ 2015 |
| ------------------------------------------------------ | ------------------------ | ------------------------ | ----------------------- | ------------------------ | ----------------------- |
| België                                                 | 2.359                    | 589                      | −75 %                   | 589                      | 0 %                     |
| Bulgarije                                              | 1.389                    | 264                      | −81 %                   | 265                      | +0,4 %                  |
| Denemarken                                             | 1.387                    | 277                      | −80 %                   | 98                       | −65 %                   |
| Bondsrepubliek Duitsland (o.b.v. grondgebied tot 1989) | 14.338                   | 8.499                    | −41 %                   | 8.421                    | −0,9 %                  |
| Finland                                                | 547                      | 416                      | −24 %                   | 316                      | −24 %                   |
| Frankrijk                                              | 38.800                   | 36.783                   | −5 %                    | 36.529                   | −0,7 %                  |
| Hongarije                                              | 3.032                    | 3.175                    | +5 %                    | 3.152                    | −0,7 %                  |
| Italië                                                 | 7.781                    | 8.101                    | +4 %                    | 8.010                    | −1,1 %                  |
| Nederland                                              | 1.015                    | 443                      | −57 %                   | 393                      | −11 %                   |
| Noorwegen                                              | 744                      | 431                      | −42 %                   | 428                      | −0,7 %                  |
| Oostenrijk                                             | 4.039                    | 2.357                    | −42 %                   | 2.100                    | −11 %                   |
| Slovenië                                               | 60                       | 210                      | +350 %                  | 212                      | +0,9 %                  |
| Spanje                                                 | 9.214                    | 8.111                    | −12 %                   | 8.117                    | +0,1 %                  |
| Tsjechië                                               | 11.459                   | 6.244                    | −46 %                   | 6.253                    | +0,1 %                  |
| Verenigd Koninkrijk                                    | 1.118                    | 238                      | −79 %                   |                          |                         |
| Zweden                                                 | 2.281                    | 290                      | −87 %                   | 290                      | 0 %                     |